# Diosdado Lozano
Diosdado Lozano Idjabe (geb. 10. Juni 1964) ist ein ehemaliger äquatorialguineischer Mittelstreckenläufer.

## Sport
Lozano trat bei den Olympischen Spielen 1984 in Los Angeles an. Im Wettbewerb über 1500 Meter schied er in den Vorläufen aus.